# Mont Bellevue
El Mont Bellevue és una muntanya de 333 metres que forma part de la serralada de les Green Mountains. Està situat en un parc públic localitzat al municipi de Sherbrooke, al Quebec, a l'est del Canadà. El parc compta amb 30 quilòmetres de senders, diversos tipus diferents d'ecosistemes i una gran biodiversitat. A l'hivern està preparada per practicar l'esquí alpí, l'esquí de fons, raquetes de neu i senderisme. A l'estiu els visitants poden participar en caminades, muntar bicicleta de muntanya, tir amb arc, tennis entre d'altres esports.